# Xiaomi Mi A1
El Xiaomi Mi A1 es un Teléfono inteligente de gama media, desarrollado en conjunto por Xiaomi y Google como parte de su iniciativa Android One. Es la versión internacional del Xiaomi Mi 5X.

## Especificaciones

### Hardware
Mi A1 viene con una pantalla táctil de 5.5 pulgadas con resolución Full HD 1080p, con una batería de 3080 mAh. Mide 155.40 x 75.80 x 7.30 (alto x ancho x grosor) y pesa 168.00 gramos. El teléfono posee un procesador Qualcomm Snapdragon 625 @ 2.0 GHz de ocho núcleos con GPU Adreno 506 y viene con 4GB de RAM. Tiene un almacenamiento interno de 32/64GB único de serie, una ranura de tarjetas microSD que soporta tarjetas de hasta 128 GB. La cámara trasera en el Mi A1 es de 12 + 12 megapíxeles con auto enfoque y zoom óptico 2X sin pérdidas, es capaz de grabar vídeos 4K, el teléfono también tiene una cámara frontal de 5 megapixeles. Los sensores en el teléfono incluyen magnetómetro, sensor de proximidad, acelerómetro, sensor de luz ambiente, giroscopio y sensor de huellas

### Software
El Xiaomi Mi A1 se suministra con Android 7.1.2 Nougat. Además del software de Google, el teléfono viene con aplicaciones propias de Xiaomi como Cámara, Comentarios, Mi Comunidad y Mi Remote. Los usuarios de Mi A1 tienen acceso de almacenamiento ilimitado en Google Photos, el teléfono recibirá dos años de actualizaciones regulares de seguridad y del sistema operativo, con actualizaciones confirmadas a Android Oreo y Android Pie. La actualización no proporciona una experiencia completa de Android Oreo, ya que carece del proyecto Treble, para actualizaciones de sistema independientes del dispositivo.
El Kernel no se liberó en los primeros tres meses del lanzamiento. El kernel se liberó hasta enero de 2018.
A finales de 2018 comenzó a recibir Android 9.0 Pie. Xiaomi suspendió momentáneamente esta actualización hasta enero de 2019 por problemas con el 4G.

## Lanzamiento
El Xiaomi Mi A1 fue lanzado el 5 de septiembre de 2017 y está disponible para todos los mercados actuales de Xiaomi, con la excepción de la República Popular China, donde una variante del teléfono Mi 5X MIUI fue presentado un año antes.
| Disponibilidad del Xiaomi Mi A1 | Disponibilidad del Xiaomi Mi A1 | Disponibilidad del Xiaomi Mi A1 | Disponibilidad del Xiaomi Mi A1 | Disponibilidad del Xiaomi Mi A1 |
| Pacífico de Asia                | Unión Europea                   | Resto de Europa                 | África & Oriente Medio          | América                         |
| ------------------------------- | ------------------------------- | ------------------------------- | ------------------------------- | ------------------------------- |
| Bangladesh                      | Bulgaria                        | Bielorrusia                     | Baréin                          | Chile                           |
| Hong Kong                       | República Checa                 | Rusia                           | Egipto                          | Colombia                        |
| India                           | Finlandia                       | Ucrania                         | Israel                          | México                          |
| Indonesia                       | Grecia                          | Kuwait                          | Uruguay                         | Uruguay                         |
| Kazajistán                      | Hungría                         | Omán                            |                                 |                                 |
| Malasia                         | Polonia                         | Catar                           |                                 |                                 |
| Myanmar                         | Rumanía                         | Arabia Saudí                    |                                 |                                 |
| Nepal                           | Eslovaquia                      | Sudáfrica                       |                                 |                                 |
| Pakistán                        | España                          | UAE                             |                                 |                                 |
| Filipinas                       | Yemen                           |                                 |                                 |                                 |
| Singapur                        |                                 |                                 |                                 |                                 |
| Sri Lanka                       |                                 |                                 |                                 |                                 |
| Taiwán                          |                                 |                                 |                                 |                                 |
| Tailandia                       |                                 |                                 |                                 |                                 |
| Vietnam                         |                                 |                                 |                                 |                                 |

## Recepción
Xiaomi Mi A1 recibió mayormente críticas positivas. Sam Byford de "The Verge" describió la característica más distintiva de Mi A1 en su software que corre con el Android stock y no con la capa MIUI de Xiaomi. Sahil Gupta de TechRadar escribió que la experiencia certificada Android One de Mi A1, junto con hardware acreditado, y la capacidad de doble cámara le da la sensación premium, con un bajo presupuesto.

## Problemas
Los problemas de batería y de rendimiento tras la actualización a Android Oreo se han ido solucionando con pequeñas actualizaciones.
Con la actualización a Android Pie, Mi A1 tuvo problemas de conexión 4G. Esto ya se ha solventado.